# Wegekapelle Konrad-Adenauer-Straße 26

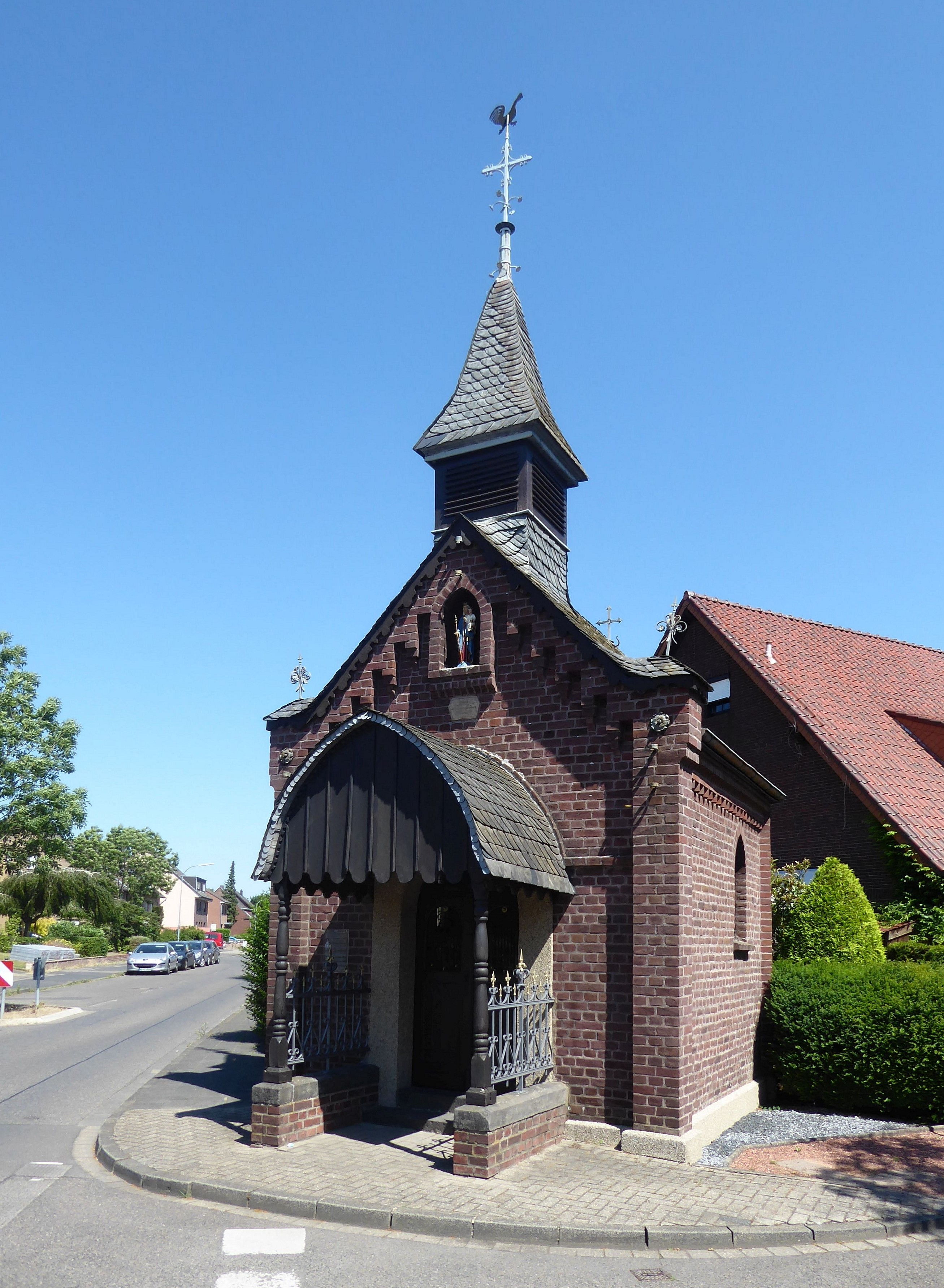
Wegekapelle

Die Wegekapelle Konrad-Adenauer-Straße 26 steht im Stadtteil Kleinenbroich in Korschenbroich  im Rhein-Kreis Neuss in Nordrhein-Westfalen. Sie steht unter dem Patrozinium Maria zur immerwährenden Hilfe.
Das Gebäude wurde laut einer Widmungstafel über dem Portal 1890 aus Spendenmitteln erbaut und unter der Nr. 038 am 27. August 1985 in die Liste der Baudenkmäler in Korschenbroich eingetragen.

## Architektur
Es handelt sich um eine neugotische Backsteinkapelle mit dreiseitiger Apsis, Dachreiter und Portalvorhalle aus Holz, neugotischem Altar und neugotischer Tür.